# Pompás darázskolibri
A pompás darázskolibri (Chaetocercus heliodor) a madarak osztályának sarlósfecske-alakúak (Apodiformes)  rendjébe és a kolibrifélék (Trochilidae) családjába tartozó faj.

## Rendszerezése
A fajt Jules Bourcier francia ornitológus írta le 1840-ben, az Ornismya nembe Ornismya heliodor néven. Sorolták az Acestrura nembe Acestrura heliodor néven is.

## Alfajai
- Chaetocercus heliodor cleavesi R. T. Moore, 1934
- Chaetocercus heliodor heliodor (Bourcier, 1840)[2]

## Előfordulása
Panamában és az Andok hegységben, Kolumbia, Ecuador és Venezuela területén honos. Természetes élőhelyei a szubtrópusi és trópusi hegyi esőerdők, valamint ültetvények és másodlagos erdők. Állandó, nem vonuló faj.

## Megjelenése
Testhossza 7 centiméter.
|  |  |

## Természetvédelmi helyzete
Az elterjedési területe nagyon nagy, egyedszáma pedig stabil. A Természetvédelmi Világszövetség Vörös listáján nem fenyegetett fajként szerepel.